# 帕帕普拉亞區
6°12′42″S 75°47′42″W / 6.2118°S 75.7949°W
帕帕普拉亞區（西班牙語：Distrito de Papaplaya），是秘魯的一個區，位於該國中北部聖馬丁大區的聖馬丁省，始建於1936年5月8日，面積686.2平方公里，海拔高度100米，2005年人口2,648，人口密度每平方公里3.9人。